# The Grand Military Parade
The Grand Military Parade è un cortometraggio muto del 1913 diretto da King Vidor qui al suo debutto nella regia.